# Tales of Another
Albums de Gary Peacock
Voices
(1971) December Poems
(1979)
Tales of Another  est un album sur le label ECM du bassiste de  jazz Gary Peacock avec Keith Jarrett et Jack DeJohnette, diffusé en 1977.

## Titres
1. "Vignette" - 7:06
2. "Tone Field" - 7:58
3. "Major Major" - 9:05
4. "Trilogy, No. 1" - 8:34
5. "Trilogy, No. 2" - 9:46
6. "Trilogy, No. 3" - 6:20

Toutes les compositions sont de Gary Peacock. L'album est enregistré en février 1977 au Generation Sound Studios de New York.

## Musiciens
- Keith Jarrett – piano
- Gary Peacock - contrebasse
- Jack DeJohnette - batterie